# Siegmund Geisenheimer
Siegmund Geisenheimer (* 12. Dezember 1775 in Bingen am Rhein; † 20. April 1828 in Frankfurt am Main) war Kaufmann und sozial engagierter Prokurist des Frankfurter Bankhauses M. A. Rothschild & Söhne.

## Leben
Siegmund Geisenheimer wurde am 12. Dezember 1775 als Sohn von Wolf Geisenheimer und May geb. Guttel (Isaac) in Bingen geboren. Raphael Geisenheimer war sein Bruder. Er heiratete Fanny Kulp geb. Wetzlar (1769–1828). Das Paar zog außer den beiden gemeinsamen Töchtern die drei Kinder aus Fanny Geisenheimers erster Ehe mit Moses Kulp auf. Er starb am 20. April 1828 in Frankfurt am Main und wurde auf dem jüdischen Friedhof in der Battonnstraße beerdigt.
Der aus bescheidenen Verhältnissen stammende Siegmund Geisenheimer zeigte schon als Kind Begabung und Strebsamkeit. Als er im Jahre 1795 nach Frankfurt kam, beherrschte der gelernte Kaufmann bereits mehrere Sprachen. Im Bankhaus M. A. Rothschild & Söhne stieg er infolge seiner Tüchtigkeit zum Chefbuchhalter und Prokuristen auf. 1809 übernahm er das Tuch- und Textilgeschäft seiner Frau Fanny in der damaligen Steingasse.

## Soziales Engagement
Siegmund Geisenheimer verband seine berufliche Tätigkeit mit sozial- und bildungspolitischen Reformen innerhalb der Frankfurter israelitischen Gemeinde. Als Mitglied der Krankenhausverwaltung übernahm er um die Jahrhundertwende die Neuorganisierung der Israelitischen Männerkrankenkasse. Er förderte begabte Schüler, die wie er selbst aus ärmlicheren Verhältnissen stammten. Seine bekannteste Initiative war die Frankfurter jüdische Schule Philanthropin, die er, unterstützt von Mayer Amschel Rothschild, im Verein mit gleichgesinnten Freunden 1804 begründete. 1807 gehörte Siegmund Geisenheimer in Frankfurt am Main zu den aktivsten Mitbegründern der Loge zur aufgehenden Morgenröthe. Die Loge ging aus einer Lesegesellschaft hervor. In dieser jüdischen Freimaurerloge versammelten sich von der Aufklärung geprägte jüdische Reformer. Ihre Gründung erfolgte vor allem deshalb, weil nichtjüdische Freimaurerlogen in Frankfurt zu dieser Zeit keine Juden aufnahmen.
Laut einer Urkunde vom 17. Mai 1826 vereinigte der für die Rothschild-Familie sowie im Krankenhauswesen tätige Verwaltungsfachmann Siegmund Geisenheimer die ältere und die neue Männerkrankenkasse zur „Israelitischen Männerkrankenkasse“ und organisierte zur Verbesserung der medizinischen und pflegerischen Versorgung 1827 die Zusammenlegung der Israelitischen Männerkasse und der Israelitischen Frauenkasse unter einem Dach; beide Kassen blieben dabei selbständige Institutionen. Für das Vorhaben gewann er die Familie Rothschild, die ein Doppelhaus für das neu entstandene Krankenhaus der Israelitischen Krankenkasse errichten ließ. Im Jahr vor seinem Tod legte Siegmund Geisenheimer selbst noch den Grundstein.